# 李桂莲
李桂莲（？—），广东湛江人，中国女子短跑运动员。她曾在中国北京举行的1990年亚洲运动会中获得女子400米金牌和女子4×400米接力金牌。